# Excarnatie

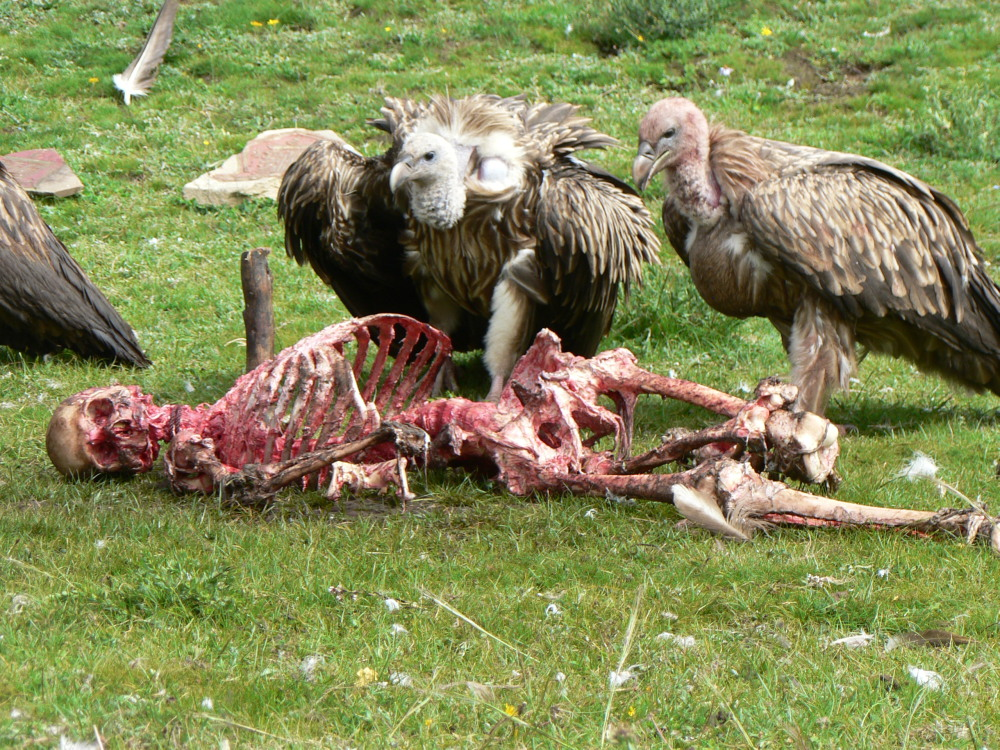
Luchtbegrafenis in Tibet

Excarnatie (vrij vertaald "ontvlezing"), is een term in de archeologie en antropologie die verwijst naar een begrafenisritueel waarbij het vlees en de organen van een stoffelijk overschot worden verwijderd, zodat alleen de botten overblijven.
Excarnatie kan plaatsvinden, ofwel langs natuurlijke weg, bijvoorbeeld door het lichaam in de open lucht te plaatsen zodat roofdieren en aaseters de botten van vlees en ingewanden kunnen ontdoen, ofwel door het vlees handmatig te verwijderen. Tijdens de kruistochten werd vaak het lichaam van een gesneuvelde ridder in wijn, water, of azijn gekookt, zodat de botten begraven konden worden in diens thuisland (een rottend lijk wekenlang op een schip naar huis was geen optie). Deze behandeling werd Mos Teutonicus genoemd.